# Marian Pilecki
Marian Leon Julian Pilecki (ur. 2 lutego 1895, zm. 1967 w Przemyślu) – major Wojska Polskiego.

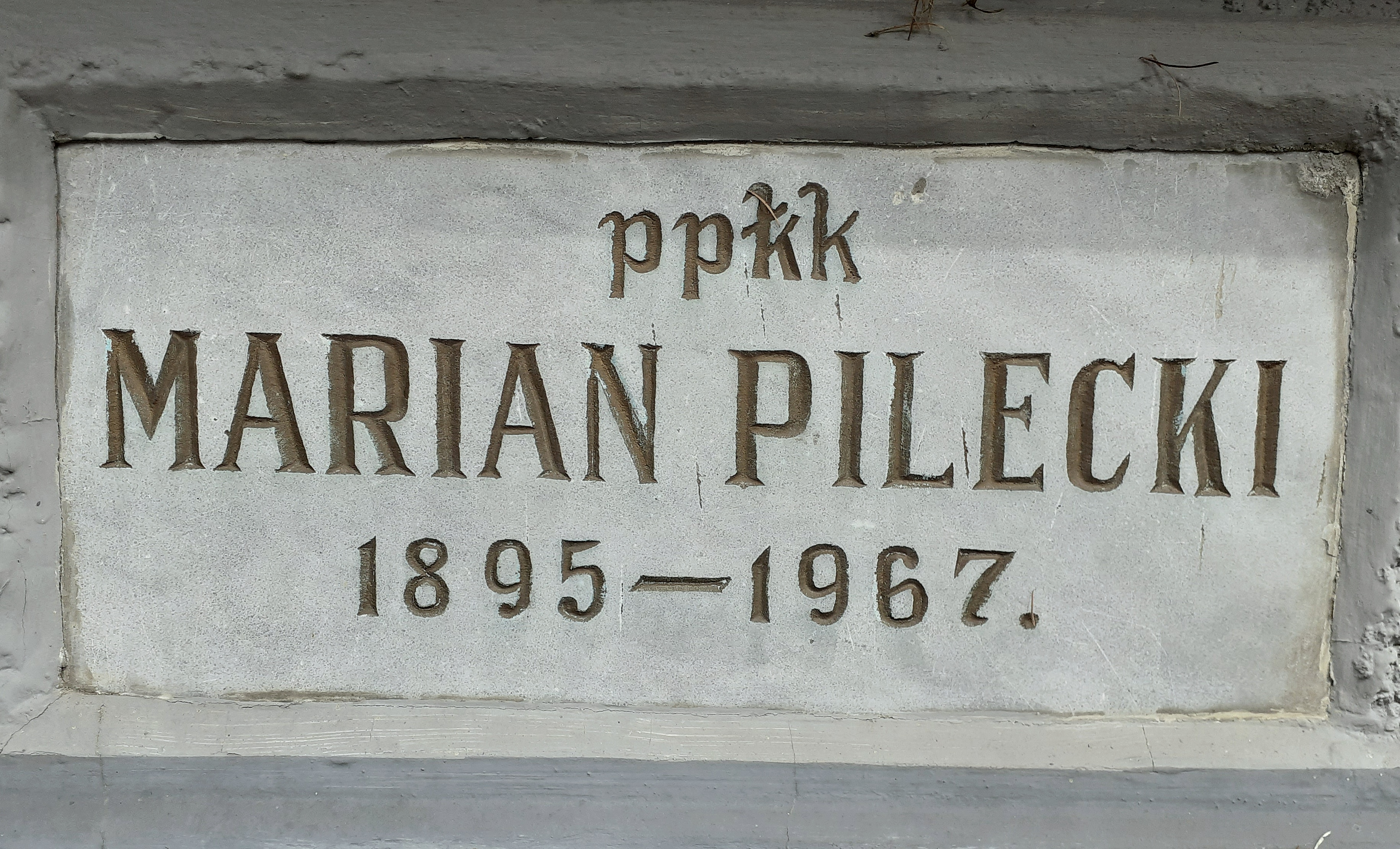
Tabliczka nagrobna mjr. Mariana Pileckiego

## Życiorys
Urodził się 2 lutego 1895. Po odzyskaniu przez Polskę niepodległości został przyjęty do Wojska Polskiego. Został awansowany na stopień porucznika piechoty ze starszeństwem z dniem 1 czerwca 1919, a następnie na stopień kapitana piechoty ze starszeństwem z dniem 15 sierpnia 1924. W latach 20. był przydzielony do 82 pułku piechoty w Twierdzy Brześć. Został przeniesiony do korpusu artylerii i zweryfikowany w stopniu kapitana artylerii ze starszeństwem z dniem 15 sierpnia 1924. W 1928 był oficerem 1 pułku artylerii górskiej w garnizonie Stryj. W 1932 służył w Dowództwie Okręgu Korpusu Nr X w Przemyślu.
Po wybuchu II wojny światowej był oficerem sztabu dowódcy obrony przeciwlotniczej Okręgu Korpusu Nr X w Przemyślu. Został awansowany na stopień majora, jednak na grobie ma tytuł podpułkownika.
Zmarł w 1967 i został pochowany w grobowcu rodziny Hawrylaków na cmentarzu Głównym w Przemyślu (kwatera 27A-16-2).

## Odznaczenia i ordery
- Krzyż Kawalerski Orderu Odrodzenia Polski (12 listopada 1946)[11]
- Krzyż Walecznych
- Medal Niepodległości (2 sierpnia 1931)[12]
- Medal Międzyaliancki